# Conselho Federal (Suíça)

Logótipo do Governo Federal suíço.

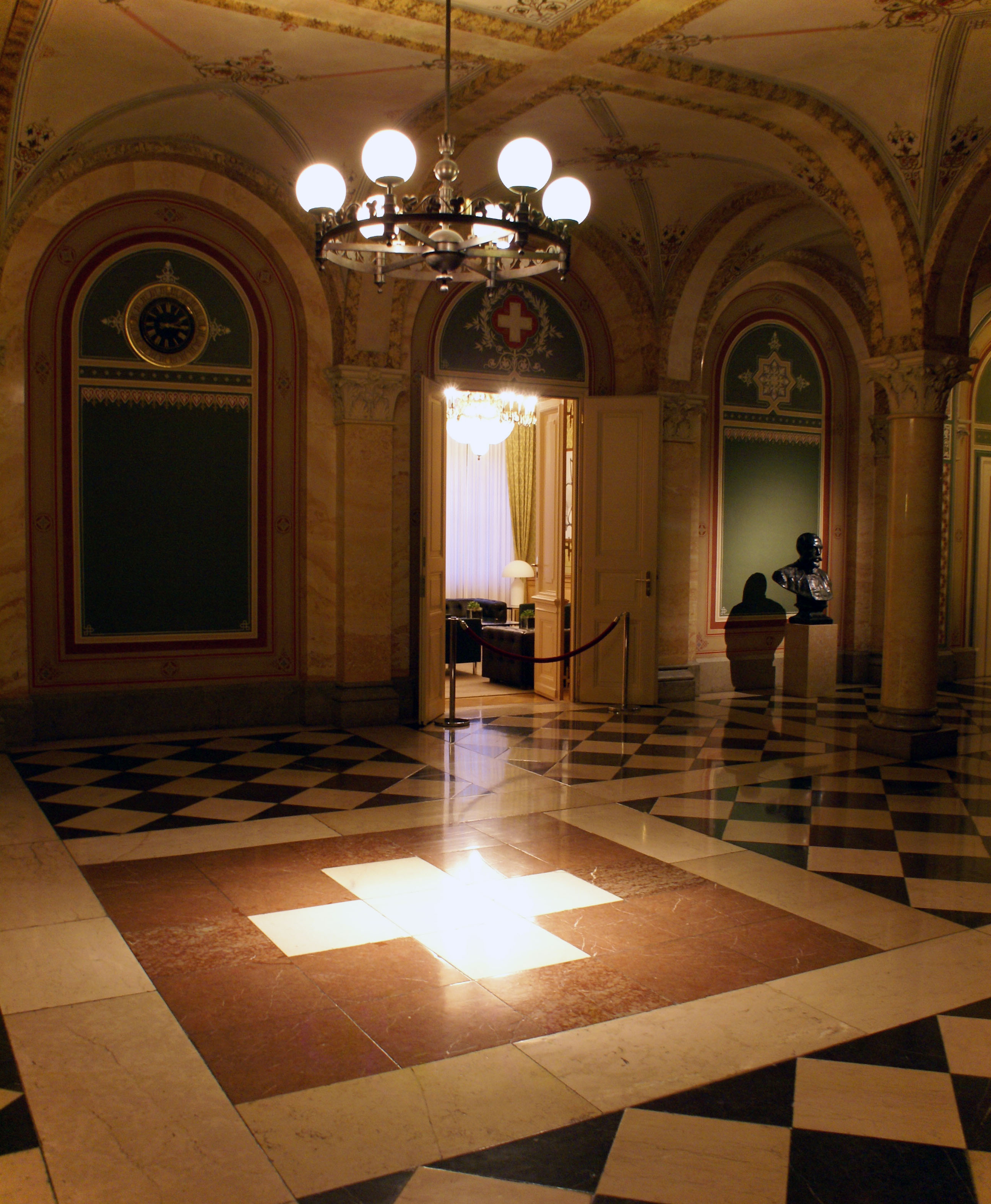
Vestíbulo da Ala Oeste do Palácio Federal suíço, que abriga as atividades do Conselho Federal.

O Conselho Federal é a entidade formada por sete ministros que exerce a chefia de estado da Suíça. Os ministros do Conselho Federal são eleitos pela Assembleia Federal, órgão representativo bicameral, com um mandato de quatro anos. No entanto, não há limite para reeleições, e a demissão de um deles, durante a legislatura, é relativamente rara.
O Conselho Federal é o mais importante órgão do governo federal suíço. O país não possui chefe de governo. Contrariamente ao que acontece com Bósnia e Herzegovina, Andorra e San Marino, que tem um colegiado exercendo o papel de chefe de Estado, a Suíça tem um Presidente da Confederação Helvética que é um membro do Conselho Federal com efeitos de representatividade da nação Suíça.
Ele é primus inter pares e não tem mais poder do que os outros membros do Conselho Federal. Cada um deles é presidente em seu turno, por um período de um ano.

## Departamentos
No Conselho Federal, cada membro é responsável por uma pasta ministerial da Suíça, os Departamentos Federais. Ocorrem eleições anuais para a presidência e vice-presidência, ainda que estes dois cargos tenham  funções representativas como é o caso do Presidente da Confederação Helvética. Por convenção, a presidência e a vice-presidência são escolhidas de forma rotativa, portanto cada ministro exerce a presidência de sete em sete anos.
Na Suíça há sempre estes sete departamentos da administração federal:
- Departamento Federal do Interior  (DFI)
- Departamento Federal dos Negócios Estrangeiros  (DFAE)
- Departamento Federal de Justiça e Polícia (DFJP)
- Departamento Federal da Defesa, Proteção da População e Desportos (DDPS)
- Departamento Federal das Finanças (DFF)
- Departamento Federal da Economia  (DFE)
- Departamento Federal do Meio Ambiente, dos Transportes, da Energia e da Comunicação  (DFTEC)

Além dos seus sete membros, o Conselho é composto por um  Chanceler Federal, que exerce a secretária-geral da instituição. O atual Chanceler Federal da Suíça é Viktor Rossi.

## Composição atual
| Membro                    | Membro | Início do mandato     | Partido                  | Cargo                                                                                        |
| ------------------------- | ------ | --------------------- | ------------------------ | -------------------------------------------------------------------------------------------- |
| Guy Parmelin              |        | 1 de janeiro de 2016  | Partido Popular          | Vice-presidente em 2025; chefe do Departamento Federal da Economia                           |
| Ignazio Cassis            |        | 1 de novembro de 2017 | Liberal                  | Chefe do Departamento Federal dos Negócios Estrangeiros                                      |
| Karin Keller-Sutter       |        | 1 de janeiro de 2019  | Liberal                  | Presidente em 2025; chefe do Departamento Federal das Finanças                               |
| Albert Rösti              |        | 1 de janeiro de 2023  | Partido Popular          | Chefe do Departamento Federal do Meio Ambiente, dos Transportes, da Energia e da Comunicação |
| Élisabeth Baume-Schneider |        | 1 de janeiro de 2023  | Partido Social Democrata | Chefe do Departamento Federal do Interior                                                    |
| Beat Jans                 |        | 1 de janeiro de 2024  | Partido Social Democrata | Chefe do Departamento Federal de Justiça e Polícia                                           |
| Martin Pfister            |        | 1 de abril de 2025    | O Centro                 | Chefe do Departamento Federal da Defesa, Proteção da População e Desportos                   |